# 그리슨
그리슨(grison) 또는 남아메리카울버린(South American wolverine)은 족제비과 그리슨속(Galictis)에 속하는 족제비의 총칭이다. 현존하는 2종을 포함하고 있으며 중앙아메리카와 남아메리카에서 서식한다. 큰그리슨 (Galictis vittata)은 멕시코 남부와 중앙아메리카를 거쳐 남아메리카에 널리 발견되며, 작은그리슨 (Galictis cuja)은 남아메리카 중간 지점의 남쪽 지역에 제한적으로 분포한다. 스페인어로는 "우론피토"(huroncito, 작은페럿(little ferret)을 의미) 또는 "그리슨"(grisón)으로 부르고, 포르투갈어로는 푸로(furão)로 불린다.
몸길이는 최대 60cm에 달하며, 몸무게는 1~3kg 정도이다. 작은그리슨이 큰그리슨보다 약간 작다. 그리슨은 대체적으로 스컹크를 닮았지만, 꼬리는 더 작고, 다리는 짧으며 목은 넓고 몸은 더 튼튼하다. 등쪽의 털 색은 흰색이 섞인 회색을 띠며 다리와 목과 얼굴, 배쪽은 검다. 뚜렷한 흰 줄무늬가 앞머리부터 시작해서 목 뒷쪽으로 이어져 있다.
준 개방형 관목 지대와 산림부터 저고도의 숲까지 다양한 서식지에서 발견된다. 일반적으로 육상 생활을 하며, 굴을 파거나 쓰러진 나무 구멍 속이나 바위 틈에서 살거나 땅 속에서 살기도 한다. 잡식성 동물로 나무 열대나 작은 동물(포유류 포함)을 먹는다. 머리에 비해 목이 넓다는 사실과 유별나게 무선통신 추적(radio tracking)이 힘든 여러 복잡한 이유때문에 그리슨의 습성은 잘 알려져 있지 않다.

## 진화
그리슨은 약 250만년 전 플라이스토세 초기에 남아메리카에서 처음 나타났다. 플리오세 중기부터 후기까지 동안에 북아메리카에서 살았던 멸종 화석 트리고닉티스속(Trigonictis)과 스민토시누스속(Sminthosinus)의 자손으로 추정하고 있다. 적어도 3종의 멸종 화석이 알려져 있으며, 모두 아르헨티나에서 발견되었다.
- † Galictis hennigi
- † Galictis sanandresensis
- † Galictis sorgentinii

## 하위 종
- 작은그리슨 (Galictis cuja)
- 큰그리슨 (Galictis vittata)